# مدينة إبسوتش
مدينة إبسوتش هي منطقة حكومة محلية في أستراليا، تتبع كوينزلاند، بلغ عدد سكانها 166,904  نسمة في 2011، عاصمتها إبسوتش (أستراليا).